# 夕張市立ゆうばり小学校
夕張市立ゆうばり小学校（ゆうばりしりつゆうばりしょうがっこう）は、北海道夕張市清水沢にある公立の小学校。

## 概要
2021年4月現在、夕張市で唯一の小学校である。2011年、夕張市内にあった全6校の小学校（清水沢、滝ノ上、のぞみ、緑、夕張、若菜中央）を統合し、開校した。校舎は、旧夕張市立清水沢小学校の校舎を整備し、当校の校舎とした。

## 沿革
- 2011年（平成23年）
  - 4月1日 - 夕張市立ゆうばり小学校開校。
  - 4月5日 - 最初の始業式挙行。
  - 4月6日 - 開校式と第1回入学式挙行。
  - 6月4日 - 第1回運動会開催。
  - 6月24日 - 開校記念日。
- 2012年（平成24年）
  - 3月19日 - 第1回卒業証書授与式挙行。
  - 11月22日 - 第1回ゆう小まつり開催。
- 2017年（平成29年）12月26日 - Wi-Fi工事実施（無線LAN設置）し、iPad40台配置。
- 2021年（令和3年）
  - 4月 - この年度から、3学期制から2学期制に移行[2]。
  - 7月3日 - 開校10周年記念運動会開催。

## 教育方針
校訓および教育目標は以下の通り

### 校訓
- 「知」かしこく　進んで学習に取り組む子
- 「知」なかよく　礼儀正しく　心豊かな子
- 「体」たくましく　自分を鍛える　たくましい子

### 教育目標
- ふるさと ゆうばりに 誇りを持ち、ひとみ輝く子どもの育成

## 進学先中学校
- 夕張市立夕張中学校

## アクセス
- 夕鉄バス「ゆうばり小学校」バス停下車。
  - 運行系統や通過時刻は、夕鉄バス夕張版時刻表 (PDF) を参照。